# Rosanna Carteri
Rosanna Carteri (Verona, 14 de diciembre de 1930 - Montecarlo, 25 de octubre de 2020) fue una soprano italiana, que estuvo activa desde la década de 1950 hasta mediados de la de 1960.

## Biografía
Rosanna Carteri nació en Verona y se crio en la ciudad Padua. Estudió con Cusinati y comenzó a cantar en concierto a la edad de doce años. Obtuvo la primera posición en el Concurso de Canto y Música organizado por la RAI en 1948 que la llevó a su debut operístico en las Termas de Caracalla en Roma como Elsa en Lohengrin en 1949, con sólo 19 años. Hizo su debut en La Scala en 1951. Otros debuts fueron en el Festival de Salzburgo como Desdemona en Otelo en 1952 bajo la dirección de Wilhelm Furtwängler, San Francisco como Mimi en La bohème en 1954, la Ópera lírica de Chicago como Marguerite en Faust en 1955, la Arena de Verona como Mimi en 1958, Covent Garden como Tosca en 1960, Ópera de París en 1961 como Violetta en La traviata.
Carteri hizo algunas grabaciones para Cetra Soria al principio de su carrera, en óperas como William Tell, La bohème y Suor Angelica. Grabó La traviata para RCA Records con Cesare Valletti y Leonard Warren bajo la dirección de Pierre Monteux. Participó en varias producciones de televisión para RAI como Las bodas de Fígaro, La traviata, Otelo y Falstaff.
Carteri también participó en la creación de algunas obras contemporáneas como Ifegenia de Ildebrando Pizzetti en 1950, Proserpina e lo straniero de Juan José Castro en 1952, Calzare d'argento nuevamente de Pizzetti en 1961 e Il mercante di Venezia de Mario Castelnuovo-Tedesco también. en 1961.
Carteri decidió retirarse del canto a mediados de la década de 1960, cuando aún tenía poco más de treinta, para dedicarse a su familia.
Carteri murió el 25 de octubre de 2020 en Montecarlo a la edad de ochenta y nueve años.